# تيمور كوران
تيمور كوران (بالإنجليزية: Timur Kuran)، اقتصادي وعالم سياسة أمريكي تركي، وأستاذ في الاقتصاد وعلم السياسة، وأستاذ عائلة غورتر للدراسات الإسلامية في جامعة ديوك. تتنوع أعماله بين الاقتصاد وعلم السياسة والتاريخ والقانون.

## نشأته وتعليمه
ولد كوران في مدينة نيويورك عام 1954، حيث كان والداه من خريجي جامعة ييل. عاد الأبوان إلى تركيا، وقضى طفولته الأولى في أنقرة، حيث كان والده، أبت الله كوران، يدرس في جامعة الشرق الأوسط التقنية. انتقلت العائلة إلى اسطنبول في عام 1969، عندما انضم الدكتور كوران الأب إلى هيئة التدريس في كلية روبرت، التي أصبحت جامعة بوغازيتشي في عام 1971.
حصل كوران على تعليمه الثانوي في اسطنبول، وتخرج من كلية روبرت عام 1973. ثم تابع دراسة الاقتصاد في جامعة برينستون، وتخرج مع مرتبة الشرف عام 1977. حصل على درجة الدكتوراه في جامعة ستانفورد تحت إشراف كينيث أرو.

## مسيرته
درّس كوران في جامعة جنوب كاليفورنيا بين عامي 1982 و 2007، حيث شغل منصب أستاذية الملك فيصل المتخصص في الفكر والثقافة الإسلامية اعتبارًا من عام 1993. انتقل إلى جامعة ديوك في عام 2007 بصفة أستاذ عائلة غورتر للدراسات الإسلامية، مع تعيين مشترك في كليتي الاقتصاد وعلم السياسة.
تشمل المناصب الزائرة التي شغلها كوران: معهد الدراسات المتقدمة (1989-1990)، والمدرسة العليا لإدارة الأعمال بجامعة شيكاغو؛ (1996-1997)، وكلية الاقتصاد بجامعة ستانفورد (2004-2005)؛ وكلية الحقوق بجامعة ييل (2020).
بين عامي 2008 و2014، شغل كوران منصبًا في اللجنة التنفيذية للجمعية الاقتصادية الدولية. هو عضو مؤسس في جمعية التعلم التحليلي حول الإسلام والمجتمعات المسلمة والتي يديرها منذ إنشائها عام 2011.
كان كوران المحرر المؤسس لسلسلة كتب «الاقتصاد والإدراك والمجتمع» في دار نشر جامعة ميشيغان (1989-2006). منذ عام 2009، شغل منصب المحرر المشارك لسلسلة «دراسات كامبريدج في الاقتصاد والاختيار والمجتمع» في دار نشر جامعة كامبريدج، والتي تأسست بالشراكة مع بيتر بويتك. يشارك في تحرير مجلة الاقتصاد المقارن منذ عام 2017.
يعتبر كوران من الداعمين لحرية التعبير داخل وخارج الأوساط الأكاديمية. في عام 2021، أصبح عضوًا مؤسسًا لتحالف الحرية الأكاديمية، وفي عام 2022، انضم إلى المجلس الاستشاري لمؤسسة حقوق الفرد والتعبير.

## أبحاثه
تتميز أعمال تيمور كوران بأربعة مواضيع رئيسية: تزييف التفضيلات، ودور المؤسسات الإسلامية في الأداء الاقتصادي للشرق الأوسط، والأجندة الاقتصادية للإسلام المعاصر، والتأثيرات السياسية للمؤسسات الإسلامية في الشرق الأوسط. انتفعت المواضيع الثلاثة الأخيرة من شغفه في جمع الوثائق العثمانية والتركية.

### تزييف التفضيلات
صاغ كوران مصطلح تزييف التفضيلات في مقالة نشرها عام 1987 لوصف عملية تحوير رغبات الفرد تحت ضغوط اجتماعية تصدر عنها. ينطوي ذلك على تشكيل التفضيلات المعبر عنها بحسب ما يبدو مقبولًا اجتماعيًا أو مفيدًا سياسيًا. تؤكد أعماله التالية شيوع هذه الظاهرة، وأنها يمكن أن تترتب عليها عواقب اجتماعية وسياسية واقتصادية هائلة. تتوقف التأثيرات على الترابطات التي تجمع بين التفضيلات الشخصية التي يختار الأفراد التعبير عنها علنًا. يتضمن كتابه الذي نُشر عام 1995 «الحقائق الخاصة، والأكاذيب العامة: العواقب الاجتماعية لتزييف التفضيلات» توضيحًا شاملًا لنظرته. يشرح هذا الكتاب كيف يؤثر تزييف التفضيلات على صنع القرارات الجماعية، ويوجه التغييرات الهيكلية، ويشوه المعرفة البشرية، ويحجب الفرص السياسية.
في مقالة نشرت في أبريل 1989، بعنوان «شرارة وحرائق البراري: نظرية الثورة السياسية غير المتوقعة»، قدم كوران الثورة الفرنسية (1789) والثورة الروسية (1917) والثورة الإيرانية (1979) كأمثلة على أحداث صدمت العالم. شرح كيف أن تزييف التفضيلات، بالاشتراك مع الترابطات بين التفضيلات المعبر عنها علنًا، يمنعنا من توقع الاهتياجات السياسية التي يمكن تفسيرها بسهولة فيما بعد. بعد ثورات شرق أوروبا في أواخر عام 1989، شرح كوران أسباب تفاجئ خبراء مخضرمين في الكتلة الشيوعية في مقال بعنوان «الآن من لا شيء: عنصر المفاجأة في ثورة شرق أوروبا عام 1989». تشير هذه المقالات وكتاب «الحقائق الخاصة، والأكاذيب العامة» إلى أن الثورات السياسية والتحولات الكبيرة في الرأي العام ستفاجئ العالم مرارًا وتكرارًا، بسبب استعداد الناس، تحت ضغوط اجتماعية تصدر عنها، لإخفاء مواقفهم السياسية.
استخدم كوران نظريته لتسليط الضوء على استمرارية الشيوعية في شرق أوروبا على الرغم من عدم كفاءتها، وسبب استمرار نظام الطبقات في الهند كمؤسسة قوية على مدى الألفية، وتحولات العلاقات العرقية في أمريكا، وتفاقم الصراعات العرقية من خلال عملية تعزيز ذاتي حيث تكتسب الرموز العرقية تيمزًا وأهمية عملية، واندلاع الهستيريا الجماعية بسبب المخاطر الطفيفة (بالتشاطر مع رأي كاس سانشتاين)، والانقسام في أمريكا.

### دور المؤسسات الإسلامية في الأداء الاقتصادي للشرق الأوسط
في منتصف التسعينيات، بدأ كوران استكشاف عوامل التحول الاقتصادي في الشرق الأوسط منذ نشأة الإسلام حتى الوقت الحاضر. ركز على دور الشريعة الإسلامية في تشكيل الفرص الاقتصادية.
القرون الأولى للإسلام، لاحظ كوران أن المحتوى الاقتصادي للشريعة الإسلامية تناسب مع الظروف الاقتصادية العالمية. بالتالي، كان الشرق الأوسط منطقة اقتصادية متقدمة. فيما بعد، فشلت المنطقة في مواكبة التحول المؤسساتي الذي زاد بفضله غرب أوروبا قدرته على تجميع الموارد وتنسيق الإنتاج والتجارة على نحو كبير. رغم عدم تجميد المؤسسات الاقتصادية في الشرق الأوسط، إلا أن التغييرات كانت ضئيلة في بعض المجالات المركزية للتحديث الاقتصادي حتى القرن التاسع عشر، على الأقل بالمقارنة مع التحولات الهيكلية في الغرب.
كان عمله بعنوان «التفاوت الكبير: كيف أعاقت الشريعة الإسلامية الشرق الأوسط» أوسع رواية قدمها في نظريته. فيه، يشير إلى أن عدة عناصر من الشريعة الإسلامية ساهمت في تعثر التقدم الاقتصادي في الشرق الأوسط. بسبب طابعها القائم على المساواة، أعاقت الشريعة الإسلامية للميراث تراكم رأس المال، وقيّدت تلبية الاحتياجات اللازمة للاستثمارات التنظيمية لتجميع رأس المال والعمالة بصورة موسعة. أيضًا، أعاق عدم وجود مفهوم إسلامي لمؤسسة الشركة التطور التنظيمي، بالإضافة إلى جعل رواد الأعمال ضعفاء سياسيًا. أما «الوقف»، الشكل الخاص للأمانة في الإسلام، فقد أقفل على موارد هائلة في منظمات معرضة للاختلال.
يشير كوران إلى أن أيًا من هذه المؤسسات لم تكن ضارة عند ظهورها، بل حلت مشكلات محددة. لم تتسبب أي منها في انخفاض مطلق في النشاط الاقتصادي. ولكن كل منها أصبح عائقًا من خلال تواصلها على مر الألفية مع قيادة غرب أوروبا التحديث الاقتصادي.
واحدة من الحجج الشائعة هي أن الإسلام يعزز أعراف المحافظة التي تعمل على تعزيز المقاومة في وجه التكيف. في حالة أن المحافظة نفسها كانت السبب وراء تأخر الشرق الأوسط، يقول كوران أن التعديلات ستكون متلكأة. مع ذلك، حتى حين توقفت مؤسسات الاقتصاد الخاص، فإن نظم الجيش والضرائب شهدت إصلاحًا مرارًا وتكرارًا. يشير عدم توسع المنظمات التجارية والمالية إلى وجود فخ مؤسساتي، وليس توجهات محافظة. حافظت المؤسسات غير الفاعلة على وجودها نظرًا لتأثيراتها التي أخمدت الحوافز للابتكار. عندما أنشأ صعود الغرب تهديدًا قائمًا، تبعته عمليات استحداث المؤسسات. تؤدي المؤسسات المستعارة وظائف تم تلبيتها لفترة طويلة من خلال المؤسسات الإسلامية.
يزعم كوران أن المؤسسات الإسلامية التي أبطلت التحديث الاقتصادي في الشرق الأوسط لم تعد تعيق التنمية الاقتصادية مباشرة. ولكن الأنماط التي طوّرتها، بما في ذلك ضعف الثقة في المؤسسات والفساد المستشري والمحسوبية الواسعة النطاق، تعيق انطلاقة المنطقة.
تستند أبحاث كوران حول التاريخ الاقتصادي للشرق الأوسط على البيانات التي جمعها من أرشيف المحاكم الإسلامية في إسطنبول. نشرت بياناته من القرن السابع عشر كمجموعة من عشرة مجلدات ثنائية اللغة.

### وظائف الاقتصاد الإسلامي
استند أحد محاور أبحاث كوران حول استكشاف أصول ومنطق ودوافع الاقتصاد الإسلامي، وهو مذهب يدّعي تقديم بديل للرأسمالية والاشتراكية. تشمل دوافعه إنشاء مؤسسات مالية إسلامية تهدف إلى تجنب الفوائد. يروج أيضًا للمعايير السلوكية الإسلامية، وأسس أنظمة مكافحة الفقر مستوحاة من ممارسات الزكاة في العصور الأولى للإسلام في القرن السابع في شبه الجزيرة العربية.
يؤكد تيمور كوران أن مذهب الاقتصاد الإسلامي غير منطقي، وغالبًا ما لا يتعلق بالتحديات التي تفرضها الظروف الحالية. لم تكن لتطبيقاته العملية أي تأثير ملموس على الكفاءة أو الثقة أو تخفيض الفقر. لم يكن الغرض الحقيقي منه تحسين الوضع الاقتصادي وإنما زرع هوية إسلامية متمايزة. خدم الإسلام العالمي (المعروف أيضًا بالأصولية الإسلامية) من خلال تعزيز الوهم بأن المجتمعات المسلمة الحديثة يمكنها العيش وفقًا للقواعد الاقتصادية المبنية على الإسلام.
يقدم كتاب كوران بعنوان «الإسلام والمامون: المحن الاقتصادية للأصولية الإسلامية» بيانًا تحليليًا شاملًا يفسر وجهة نظر كوران للاقتصاد الإسلامي. في هذا الكتاب، يؤكد أن شركات التمويل الإسلامية تتعامل بصورة روتينية بالفوائد من خلال حيل تجعل الفائدة تبدو كعائد على المخاطر. قول إن عملياتهم لا تختلف، إلا رمزيًا، عن تلك المجراة في شركات التمويل التقليدية التي ينافسونها. يلاحظ أيضًا أن أنظمة الزكاة الحديثة تعيد توزيع الموارد داخل الطبقة الوسطى أو تعيد توزيعها من الفقراء إلى الأغنياء. أخيرًا، يشير إلى عدم وجود أدلة تثبت تحسين الأمانة أو المعتمدية في الاقتصاد الإسلامي.
متماشيًا مع المفكر فضل الرحمن، يؤكد كوران أن الاقتصاد الإسلامي يسيء فهم الوظائف الأصلية للمؤسسات الإسلامية المستندة إلى القرآن.
كتب كوران عن الجدل الإسلامي بشأن جواز الفوائد؛ الأصول، والوظائف التاريخية، والمتغيرات الحديثة للزكاة، وبطاقات الائتمان الإسلامية.

### دور المؤسسات الإسلامية في الأداء السياسي للشرق الأوسط
من خلال التركيز على التاريخ المؤسساتي للشرق الأوسط، استكشف كوران سبب تميز الدول الحديثة في المنطقة بالحكم المستبد وسوء أدائها في المؤشرات العالمية للحرية. يقترح أن ثلاث مؤسسات إسلامية لعبت أدوارًا حاسمة. رغم أن النظام الضريبي الأصلي للإسلام كان مصممًا لربط مواثيق الدولة، إلا أنه تم تهميشه في غضون جيلين تقريبًا. حافظت المؤسسة الإسلامية للوقف (على النقيض من الوصف الحديث للوقف، الذي هو شركة) على تقويم الحياة المدنية عن طريق تقييد المشاركة السياسية وعرقلة العمل الجماعي من الطبقة الدنيا. ظلت المشاريع التجارية الخاصة صغيرة وقصيرة الأجل، معوقة تشكيل تحالفات ثابتة قادرة على المفاوضة مع الدولة.

### المستندات العثمانية والتركية
في طفولته وبداية شبابه، جمع كوران الطوابع البريدية. مع بداية حياته الأكاديمية وتغير بؤر أبحاثه، تحولت اهتماماته إلى جمع المستندات في المجالات قليلة الدراسة: (1) تاريخ البريد العثماني والتركي والأدوات الكتابية البريدية؛ (2) طوابع الإيرادات العثمانية والتركية؛ وعلى نحو متزايد، (3) وثائق الدولة العثمانية والتركية، مع التركيز على الأدلة المتعلقة بتحديث الحياة الاقتصادية والمدنية.
في الفئة الثالثة، تركزت تجميعاته الرئيسية على المواضيع التالية: طوابع الإيرادات الرسمية واستخداماتها؛ والاحتلالات العثمانية؛ والاحتلالات الأجنبية للأراضي العثمانية؛ والمساعدة الاجتماعية الخاصة وشبه الرسمية؛ والطباعة والصحافة والنشر؛ والبنوك والتأمين؛ والتنظيمات السياسية؛ والتعليم، واليانصيب. تقدم هذه المجموعات بيانات لأبحاث تيمور كوران المستمرة في مجال التحديث العثماني والتركي منذ أواخر القرن الثامن عشر.
شارك مع مهمت أكان في تأليف المجلد الأول من ثلاثية ثنائية اللغة حول التاريخ الجزئي للنظام البريدي التركي.